# كلاتة سهرأب (غرمخان)
کلاتة سهرأب (بالفارسية: کلاته سهرآب) هي قرية تقع في إيران في قسم غرمخان الريفي. يقدر عدد سكانها بـ 430 نسمة بحسب إحصاء 2016.